# Kasteel van Stevoort

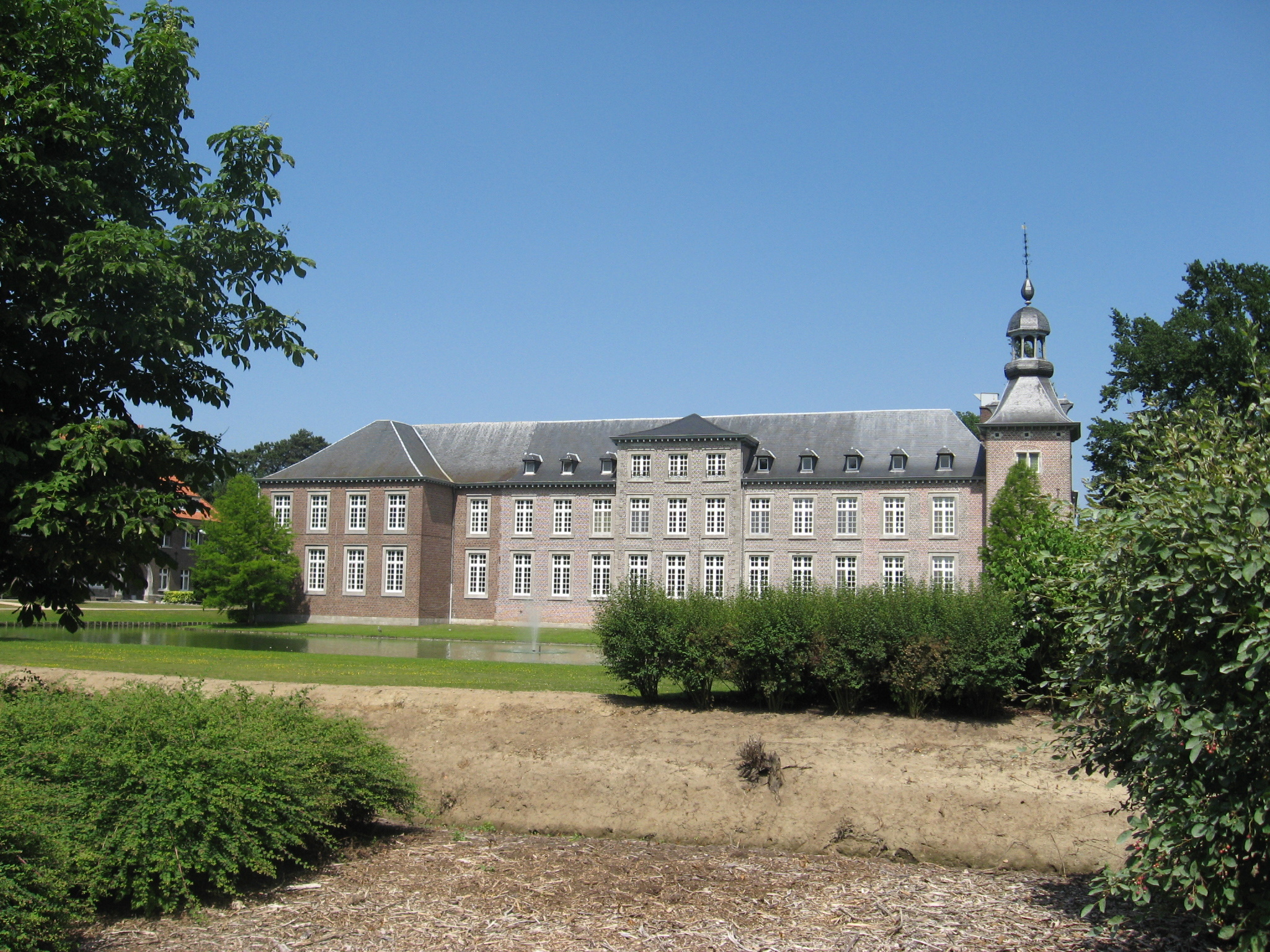
Kasteel van Stevoort

Het kasteel van Stevoort is een voormalig waterkasteel van de heren van Klein Stevoort, gelegen aan Hasseltse Dreef 115.

## Geschiedenis
Vermoedelijk stond hier in de 11e eeuw reeds een kasteel. In de 16e eeuw kwam het aan de familie Salm-de Rougrave. Uit deze tijd stamt de vierkante, zuidoostelijke hoektoren. In 1630 werd de familie De Groote eigenaar. In 1701 kwam het kasteel aan de familie De Libotton. Deze verbouwde het kasteel ingrijpend en breidde het ook uit.
Het huidige complex is om een binnenplaats opgetrokken. Het herenverblijf is in 1769 eeuw gebouwd op initiatief van Nicolaus Joseph De Libotton. De voorgevel is in Lodewijk XV-stijl. Ook in het interieur is deze stijl te herkennen in de spiegelgang, het Chinese salon, de kapel en het trappenhuis.
De noordoostelijke hoektoren is gebouwd in 1705. Noordelijk hiervan bevinden zich onder meer dienstgebouwen welke eveneens opgetrokken zijn in Lodewijk XV-stijl.
In 1922 werd het kasteel gekocht door de Zusters van Berlaar, welke er een huishoudschool met internaat inrichtten, onder de naam Mariaburcht. Dit groeide uit tot een secundaire beroepsschool.

## Park
Het kasteel lag oorspronkelijk in een park, het zogenaamde Sterrebos. Door wegaanleg (Hasseltse Dreef), uitbreiding van de school en aanleg van woonwijken is dit park grotendeels verdwenen.